# 山峰西番莲
山峰西番莲（学名：Passiflora jugorum）为西番莲科西番莲属下的一个种。

## 扩展阅读
- 維基物種上的相關：山峰西番莲